# Harzer
Le harzer, ou Harzer Käse en allemand, est un fromage allemand fabriqué à partir de lait écrémé fermenté, originaire du nord du Harz en Basse-saxe. Très proche du handkäse, il est caractérisé par une odeur et un goût fort voire piquant, une haute teneur en protéine et une faible teneur en matières grasses, ce qui en fait un fromage prisé de la nutrition sportive.

## Description
Le harzer se présente sous forme de petites tomes rondes de quelques centimètres de diamètre. Ces tomes sont souvent vendues alignées en un rouleau. On parle alors de Harzer Roller (littéralement, rouleau de Harz). Le harzer a un goût doux et acidulé lorsqu'il est jeune, mais intense et piquant lorsqu'il est affiné (jusqu'à 4 semaines). Son odeur est forte et reconnaissable. Il n'a pas de croûte et sa pâte est jaunâtre, avec éventuellement un cœur blanc si le fromage est jeune. Lorsque le fromage est très affiné, il peut devenir coulant. Le harzer est souvent parfumé au cumin.
Le harzer a une très faible teneur en matière grasse, inférieure à 1%, et une haute teneur en protéine, autour de 30 %.

## Fabrication
Le fabrication du harzer commence par le caillage d'un lait fermenté écrémé. Sont ensuite ajoutés du sel, du carbonate de calcium et du bicarbonate de sodium, ainsi que du fromage déjà affiné pour favoriser le développement des bactéries responsable de la fermentation. Les fromages sont affinés une journée à 30°C puis aspergés de ferments (Brevibacterium linens). Le fromage est alors affiné d'un à trois jours à une température de 10 à 14 °C avant d'être emballés et commercialisés. Le fromage continue de mûrir jusqu'à sa consommation.
Le nom Harzer Käse n'étant pas protégé en Allemagne, le harzer est aujourd'hui principalement produit en dehors de la région historique de production du Harz.

## Histoire
Le harzer était historiquement produit dans le nord du Harz qui abritait une production industrielle de ce fromage dès le XVIIIe siècle. Il s'agissait d'un moyen d'utiliser le lait écrémé restant de la production de beurre.

## Utilisation
Le harzer se mange souvent sur du pain avec du beurre ou de la moutarde, parfois des cornichons ou du lard. Il peut aussi être utilisé en cuisine, froid, comme dans une salade de pomme de terre, ou chaud, par exemple dans une soupe. Le harzer, très similaire au handkäse, peut s'y substituer pour préparer le handkäse mit musik. Il est alors être mariné dans un mélange d'huile, de vinaigre, de cidre, d'oignons et d'épices, puis mangé sur du pain.